# 2024 na ginástica artística
Abaixo está uma lista de notáveis eventos internacionais de ginástica artística masculina e feminina programados para 2024, bem como os medalhistas.

## Aposentadorias
| Ginasta            | País           | Data                   | Ref         |
| ------------------ | -------------- | ---------------------- | ----------- |
| Ivan Stretovich    | Rússia         | 9 de janeiro de 2024   | [ 1 ]       |
| Phạm Như Phương    | Vietname       | 15 de janeiro 2024     | [ 2 ]       |
| Kelly Simm         | Grã-Bretanha   | 30 de janeiro de 2024  | [ 3 ]       |
| Tara Donnelly      | Ilha de Man    | 4 de fevereiro de 2024 | [ 4 ]       |
| Claudia Fragapane  | Grã-Bretanha   | 9 de fevereiro de 2024 | [ 5 ]       |
| Shannon Archer     | Escócia        | 17 de março de 2024    | [ 6 ] [ 7 ] |
| Jutta Verkest      | Bélgica        | 15 de abril de 2024    | [ 8 ]       |
| Zoe Miller         | Estados Unidos | 28 de abril de 2024    | [ 9 ]       |
| Amelie Morgan      | Grã-Bretanha   | 30 de abril de 2024    | [ 10 ]      |
| Sophie Scheder     | Alemanha       | 15 de maio de 2024     | [ 11 ]      |
| Luo Rui            | China          | 22 de maio de 2024     |             |
| Roxana Popa        | Espanha        | 30 de maio de 2024     | [ 12 ]      |
| Carolann Héduit    | França         | 2 de junho de 2024     | [ 13 ]      |
| Katelyn Jong       | Estados Unidos | 3 de junho de 2024     | [ 14 ]      |
| Addison Fatta      | Estados Unidos | 4 de junho de 2024     |             |
| Lexi Zeiss         | Estados Unidos | 5 de junho de 2024     | [ 15 ]      |
| Yana Vorona        | Rússia         | 22 de julho de 2024    | [ 16 ]      |
| Max Whitlock       | Grã-Bretanha   | 3 de agosto de 2024    | [ 17 ]      |
| Ana Filipa Martins | Portugal       | 1 de setembro de 2024  | [ 18 ]      |
| Emma Spence        | Canadá         | 6 de outubro de 2024   | [ 19 ]      |
| Dipa Karmakar      | Índia          | 7 de outubro de 2024   | [ 20 ]      |
| Vanessa Ferrari    | Itália         | 9 de outubro de 2024   | [ 21 ]      |
| Lukas Dauser       | Alemanha       | 9 de novembro de 2024  | [ 22 ]      |
| Christian Baumann  | Suíça          | 9 de novembro de 2024  | [ 23 ]      |
| Maellyse Brassart  | Bélgica        | 27 de novembro de 2024 | [ 24 ]      |
| Igor Radivilov     | Ucrânia        | 1 de dezembro de 2024  | [ 25 ]      |

## Mudanças de nacionalidade
| Ginasta         | De             | Para         | Ref    |
| --------------- | -------------- | ------------ | ------ |
| Adam Cogat      | França         | Argélia      | [ 26 ] |
| Salina Bousmayo | Alemanha       | Marrocos     | [ 26 ] |
| Charlotte Booth | Estados Unidos | Grã-Bretanha | [ 27 ] |

## Calendários de eventos
| Data                      | Local       | Eventoo                     | Vencedores | Vencedoras |
| ------------------------- | ----------- | --------------------------- | --- | --- |
| 15 a 18 de fevereiro      | Cairo       | Copa do Mundo FIG           | FX: Ryu Sung-hyun PH: Ahmad Abu Al-Soud SR: Jong Ryong-il VT: Artur Davtyan PB: Illia Kovtun HB: Tang Chia-hung                                                             | VT: An Chang-ok UB: Huang Zhuofan BB: Nina Derwael FX: Mana Okamura                                                                                   |
| 22 a 25 de fevereiro      | Cottbus     | Copa do Mundo FIG           | FX: Harry Hepworth PH: Nariman Kurbanov SR: Nikita Simonov VT: Artur Davtyan PB: Illia Kovtun HB: Tang Chia-hung                                                            | VT: An Chang-ok UB: Kaylia Nemour BB: Zhou Yaqin FX: Zhou Yaqin                                                                                       |
| 7 a 10 de março           | Baku        | Copa do Mundo FIG           | FX: Yahor Sharamkou PH: Lee Chih-kai / Stephen Nedoroscik SR: You Hao VT: Nazar Chepurnyi PB: Illia Kovtun HB: Robert Tvorogal                                              | VT: Valentina Georgieva UB: Kaylia Nemour BB: Zhang Qingying FX: Charlize Mörz                                                                        |
| 29 a 31 de março          | Antalya     | Copa do Mundo FIG Challenge | FX: Adem Asil PH: Ahmad Abu Al-Soud SR: İbrahim Çolak VT: Assan Salimov PB: Nicolau Mir HB: Joel Plata                                                                      | VT: Tjaša Kysselef UB: Mélanie de Jesus dos Santos BB: Sun Xinyi FX: Jade Barbosa                                                                     |
| 4 a 7 de abril            | Osijek      | Copa do Mundo FIG Challenge | FX: Illia Kovtun PH: Ilyas Azizov SR: Kevin Penev VT: Aurel Benović PB: Lukas Dauser HB: Tang Chia-hung                                                                     | VT: Coline Devillard UB: Mélanie de Jesus dos Santos BB: Anna Lashchevska FX: Mélanie de Jesus dos Santos                                             |
| 17 a 20 de abril          | Doha        | Copa do Mundo FIG           | VT: Milad Karimi PH: Ahmad Abu Al-Soud SR: Vahagn Davtyan VT: Artur Davtyan PB: Carlos Yulo HB: Tang Chia-hung                                                              | VT: Karla Navas UB: Kaylia Nemour BB: Anna Lashchevska FX: Kaylia Nemour                                                                              |
| 21 a 28 de abril          | Cali        | Pacific Rim Championships   | AA Sênior: Yul Moldauer AA Juvenil: Camilo Vera | AA Sênior: Jayla Hang AA Juvenil: Aliyah de León |
| 24 a 28 de abril          | Rimini      | Campeonato Europeu          | TF: Ucrânia · AA: Marios Georgiou · FX: Luke Whitehouse · PH: Rhys McClenaghan · SR: Eleftherios Petrounias · VT: Jake Jarman · PB: Illia Kovtun · HB: Illia Kovtun         | — |
| 2 a 5 de maio             | Rimini      | Campeonato Europeu          | — | TF: Itália · AA: Manila Esposito · VT: Coline Devillard · UB: Alice D'Amato · BB: Manila Esposito · FX: Manila Esposito                               |
| 3 a 6 de maio             | Marrakesh   | Campeonato Africano         | TF: Egito · AA: Omar Mohamed · FX: Luke James · PH: Abdelrahman Abdelhaleem · SR: Ali Zahran · VT: Luke James · PB: Mohamed Afify · HB: Omar Mohamed                        | TF: Egito · AA: Jana Mahmoud · VT: Caleigh Anders · UB: Judy Abdalla · BB: Salina Bousmayo · FX: Jana Mahmoud                                         |
| 16 a 19 de maio           | Tashkent    | Campeonato Asiático         | TF: China · AA: Carlos Yulo · FX: Carlos Yulo · PH: Nariman Kurbanov · SR: Yin Dehang · VT: Carlos Yulo · PB: Carlos Yulo · HB: Milad Karimi                                | — |
| 19 a 26 de maio           | Santa Marta | Campeonato Pan-Americano    | TF: Brasil · AA: Caio Souza · FX: Alonso Pérez · PH: Diogo Soares · SR: Joaquín Álvarez · VT: Caio Souza · PB: Dilan Jiménez · HB: Diogo Soares                             | TF: Brasil · AA: Michelle Pineda · VT: Karla Navas · UB: Daira Lamadrid · BB: Michelle Pineda · FX: Mia Mainardi                                      |
| 23 a 26 de maio           | Varna       | Copa do Mundo FIG Challenge | FX: Dmitriy Patanin PH: Nariman Kurbanov SR: Artur Avetisyan VT: Nazar Chepurnyi PB: Cameron-Lie Bernard HB: Yordan Aleksandrov                                             | VT: Valentina Georgieva UB: Elisabeth Seitz BB: Lucie Henna FX: Ruby Evans                                                                            |
| 24 a 26 de maio           | Tashkent    | Campeonato Asiático         | — | TF: China · AA: Hu Jiafei · VT: Dipa Karmakar · UB: Yang Fanyuwei · BB: Qin Xinyi · FX: Emma Malabuyo                                                 |
| 25 a 26 de maio           | Auckland    | Campeonato da Oceania       | AA: Jesse Moore | AA: Emma Nedov |
| 30 de maio a 2 de junho   | Koper       | Copa do Mundo FIG Challenge | FX: Illia Kovtun PH: Illia Kovtun SR: Igor Radivilov VT: Pau Jiménez PB: Illia Kovtun HB: Tang Chia-hung                                                                    | VT: Alexa Moreno UB: Lucija Hribar BB: Veronica Mandriota FX: Lena Bickel                                                                             |
| 12 a 23 de junho          | Kazan       | Jogos do BRICS              | AA: Daniel Marinov FX: Yahor Sharamkou PH: Vladislav Polyashov SR: Yunus Emre Gündoğdu VT: Nikita Nagornyy PB: Daniel Marinov HB: Sergey Naydin                             | AA: Leyla Vasilyeva VT: Anna Kalmykova UB: Angelina Melnikova BB: Mariya Agafonova FX: Anna Kalmykova                                                 |
| 27 de julho a 5 de agosto | Paris       | Jogos Olímpicos             | TF: Japão · AA: Shinnosuke Oka · FX: Carlos Yulo · PH: Rhys McClenaghan · SR: Liu Yang · VT: Carlos Yulo · PB: Zou Jingyuan · HB: Shinnosuke Oka                            | TF: Estados Unidos · AA: Simone Biles · VT: Simone Biles · UB: Kaylia Nemour · BB: Alice D’Amato · FX: Rebeca Andrade                                 |
| September 20–22           | Dublin      | Campeonato do Norte Europeu | TF: Noruega · AA: Elias Koski · FX: Hamish Carter · PH: William Sundell · SR: Luis Il-Sung Melander · VT: Sebastian Sponevik · PB: Euan McLellan · HB: Elias Koski          | TF: Irlanda · AA: Emma Slevin · VT: Thelma Aðalsteinsdóttir · UB: Thelma Aðalsteinsdóttir · BB: Thelma Aðalsteinsdóttir · FX: Thelma Aðalsteinsdóttir |
| 4 a 6 de outubro          | Szombathely | Copa do Mundo FIG Challenge | FX: Krisztofer Mészáros PH: Edoardo De Rosa SR: Nikita Simonov VT: Assan Salimov PB: Edoardo De Rosa HB: Krisztofer Mészáros                                                | VT: Darya Yassinskaya UB: Charlotte Booth BB: Tonya Paulsson FX: Tonya Paulsson                                                                       |
| 14 a 20 de outubro        | Aracaju     | Campeonato Sul-Americano    | TF: Brasil · AA: Bernardo Actos · FX: Bernardo Actos · PH: Santiago Mayol / Johnny Oshiro · SR: Daniel Villafañe · VT: Juan Ramos · PB: Adickxon Trejo · HB: Edward Alarcón | TF: Brasil · AA: Milagros Curti · VT: Karla Navas · UB: Sira Macias · BB: Maria Heloísa Moreno · FX: Hellen Silva                                     |
| 23 a 31 de outubro        | Manama      | Gimnasíada                  | TF: França · AA: Naël Sakouhi · FX: Naël Sakouhi · PH: Nándor Sas · SR: Zala Samu Zambori · VT: Valentyn Havrylchenko · PB: Naël Sakouhi · HB: Naël Sakouhi                 | TF: França · AA: Alexia Blanaru · VT: Nicole Campos · UB: Romane Hamelin · BB: Noélie Ayuso · FX: Juliette Certain                                    |

## Medalhistas

### Feminino

#### Eventos internacionais
| Competição      | Eventoo             | Ouro           | Prata          | Bronze          |
| Jogos Olímpicos | Equipes             | Estados Unidos | Itália         | Brasil          |
| Jogos Olímpicos | Individual Geral    | Simone Biles   | Rebeca Andrade | Sunisa Lee      |
| Jogos Olímpicos | Salto               | Simone Biles   | Rebeca Andrade | Jade Carey      |
| Jogos Olímpicos | Barras Assimétricas | Kaylia Nemour  | Qiu Qiyuan     | Sunisa Lee      |
| Jogos Olímpicos | Trave               | Alice D’Amato  | Zhou Yaqin     | Manila Esposito |
| Jogos Olímpicos | Solo                | Rebeca Andrade | Simone Biles   | Ana Bărbosu     |

#### Campeonatos regionais
| Competição    | Evento              | Ouro             | Prata                        | Bronze             |
| Africano      | Equipes             | Egito            | África do Sul                | Marrocos           |
| Africano      | Individual Geral    | Jana Mahmoud     | Judy Abdalla                 | Salina Bousmayo    |
| Africano      | Salto               | Caleigh Anders   | Judy Abdalla                 | Sandra Elsadek     |
| Africano      | Barras Assimétricas | Judy Abdalla     | Shams Ali                    | Zelme Daries       |
| Africano      | Trave               | Salina Bousmayo  | Naveen Daries                | Sandra Elsadek     |
| Africano      | Solo                | Jana Mahmoud     | Judy Abdalla                 | Salina Bousmayo    |
| Asiático      | Equipes             | China            | Coreia do Norte              | Uzbequistão        |
| Asiático      | Individual Geral    | Hu Jiafei        | Qin Xinyi                    | Emma Malabuyo      |
| Asiático      | Salto               | Dipa Karmakar    | Kim Son-hyang                | Jo Kyong-byol      |
| Asiático      | Barras Assimétricas | Yang Fanyuwei    | Jon Jang-mi                  | Levi Ruivivar      |
| Asiático      | Trave               | Qin Xinyi        | Chen Xinyi                   | Kim Son-hyang      |
| Asiático      | Solo                | Emma Malabuyo    | Chen Xinyi                   | Aida Bauyrzhanova  |
| Europeu       | Equipes             | Itália           | Grã-Bretanha                 | França             |
| Europeu       | Individual Geral    | Manila Esposito  | Alice D'Amato                | Alice Kinsella     |
| Europeu       | Salto               | Coline Devillard | Valentina Georgieva          | Ming Van Eijken    |
| Europeu       | Barras Assimétricas | Alice D'Amato    | Elisa Iorio                  | Georgia Mae-Fenton |
| Europeu       | Trave               | Manila Esposito  | Sabrina Voinea               | Marine Boyer       |
| Europeu       | Solo                | Manila Esposito  | Sabrina Voinea               | Angela Andreoli    |
| Oceania       | Individual Geral    | Emma Nedov       | Kate Sayer                   | Isabella Brett     |
| Pan-Americano | Equipes             | Brasil           | Canadá                       | México             |
| Pan-Americano | Individual Geral    | Michelle Pineda  | Mia Mainardi                 | Andreza Lima       |
| Pan-Americano | Salto               | Karla Navas      | Hillary Heron                | Emma Spence        |
| Pan-Americano | Barras Assimétricas | Daira Lamadrid   | Sydney Turner                | Meline Mesropian   |
| Pan-Americano | Trave               | Michelle Pineda  | Andreza Lima                 | Sydney Turner      |
| Pan-Americano | Solo                | Mia Mainardi     | Hellen Silva Michelle Pineda | Não premiado       |

### Masculino

#### Eventos internacionais
| Competição      | Evento           | Ouro             | Prata            | Bronze                      |
| Jogos Olímpicos | Equipes          | Japão            | China            | Estados Unidos              |
| Jogos Olímpicos | Individual Geral | Shinnosuke Oka   | Zhang Boheng     | Xiao Ruoteng                |
| Jogos Olímpicos | Solo             | Carlos Yulo      | Artem Dolgopyat  | Jake Jarman                 |
| Jogos Olímpicos | Cavalo com Alças | Rhys McClenaghan | Nariman Kurbanov | Stephen Nedoroscik          |
| Jogos Olímpicos | Argolas          | Liu Yang         | Zou Jingyuan     | Eleftherios Petrounias      |
| Jogos Olímpicos | Salto            | Carlos Yulo      | Artur Davtyan    | Harry Hepworth              |
| Jogos Olímpicos | Barras Paralelas | Zou Jingyuan     | Illia Kovtun     | Shinnosuke Oka              |
| Jogos Olímpicos | Barra Fixa       | Shinnosuke Oka   | Ángel Barajas    | Zhang Boheng Tang Chia-hung |

#### Campeonatos regionais
| Competição    | Evento           | Ouro                    | Prata                  | Bronze                |
| Africano      | Equipes          | Egito                   | Marrocos               | Camarões              |
| Africano      | Individual Geral | Omar Mohamed            | Mohamed Afify          | Luke James            |
| Africano      | Solo             | Luke James              | Omar Mohamed           | Hazma Hossaini        |
| Africano      | Cavalo com Alças | Abdelrahman Abdelhaleem | Mohamed Afify          | Taha Kabouri          |
| Africano      | Argolas          | Ali Zahran              | Omar Mohamed           | Hamza Hossaini        |
| Africano      | Salto            | Luke James              | Omar Mohamed           | Hazma Hossaini        |
| Africano      | Barras Paralelas | Mohamed Afify           | Omar Mohamed           | Hazma Hossaini        |
| Africano      | Barra Fixa       | Abdelrahman Abdelhaleem | Omar Mohamed           | Luke James            |
| Asiático      | Equipes          | China                   | Uzbequistão            | Coreia do Sul         |
| Asiático      | Individual Geral | Carlos Yulo             | Milad Karimi           | Abdulla Azimov        |
| Asiático      | Solo             | Carlos Yulo             | Milad Karimi           | Yang Yanzhi           |
| Asiático      | Cavalo com Alças | Nariman Kurbanov        | Abdulla Azimov         | Ahmad Abu Al-Soud     |
| Asiático      | Argolas          | Yin Dehang              | Nguyễn Văn Khánh Phong | Yang Yanzhi           |
| Asiático      | Salto            | Carlos Yulo             | Abdulaziz Mirvaliev    | Muhammad Sharul Aimy  |
| Asiático      | Barras Paralelas | Carlos Yulo             | Yin Dehang             | Rasuljon Abdurakhimov |
| Asiático      | Barra Fixa       | Milad Karimi            | Tian Hao               | Liao Jialei           |
| Europeu       | Equipes          | Ucrânia                 | Grã-Bretanha           | Itália                |
| Europeu       | Individual Geral | Marios Georgiou         | Oleg Verniaiev         | Yumin Abbadini        |
| Europeu       | Solo             | Luke Whitehouse         | Artem Dolgopyat        | Krisztofer Mészáros   |
| Europeu       | Cavalo com Alças | Rhys McClenaghan        | Loran de Munck         | Marios Georgiou       |
| Europeu       | Argolas          | Eleftherios Petrounias  | Nikita Simonov         | Adem Asil             |
| Europeu       | Salto            | Jake Jarman             | Artur Davtyan          | Nazar Chepurnyi       |
| Europeu       | Barras Paralelas | Illia Kovtun            | Marios Georgiou        | Noe Seifert           |
| Europeu       | Barra Fixa       | Illia Kovtun            | Robert Tvorogal        | Marios Georgiou       |
| Oceania       | Individual Geral | Jesse Moore             | Clay Mason-Stephens    | Ethan Dick            |
| Pan-Americano | Equipes          | Brasil                  | Colômbia               | Argentina             |
| Pan-Americano | Individual Geral | Caio Souza              | Luciano Letelier       | Santiago Mayol        |
| Pan-Americano | Solo             | Alonso Pérez            | Andres Martínez        | Julian Jato           |
| Pan-Americano | Cavalo com Alças | Diogo Soares            | Edward Alarcón         | Luca Alfieri          |
| Pan-Americano | Argolas          | Joaquín Álvarez         | Daniel Villafañe       | Caio Souza            |
| Pan-Americano | Salto            | Caio Souza              | Dilan Jiménez          | Josue Armijo          |
| Pan-Americano | Barras Paralelas | Dilan Jiménez           | Diogo Soares           | Adickxon Trejo        |
| Pan-Americano | Barra Fixa       | Diogo Soares            | Caio Souza             | Joseph Solís          |

## Melhores pontuações internacionais da temporada
Nota: Apenas as pontuações dos ginastas seniores de eventos internacionais foram incluídas abaixo. Apenas uma pontuação por ginasta está incluída.

### Feminino

#### Individual geral
| Pos. | Nome               | País           | Pont.  | Evento                       |
| ---- | ------------------ | -------------- | ------ | ---------------------------- |
| 1    | Simone Biles       | Estados Unidos | 59.566 | Jogos Olímpicos QF           |
| 2    | Rebeca Andrade     | Brasil         | 57.966 | Jogos Olímpicos TF           |
| 3    | Kaylia Nemour      | Argélia        | 56.900 | RomGym Trophy AA             |
| 4    | Sunisa Lee         | Estados Unidos | 56.465 | Jogos Olímpicos AA           |
| 5    | Alice D'Amato      | Itália         | 56.333 | Jogos Olímpicos AA           |
| 6    | Jordan Chiles      | Estados Unidos | 56.065 | Jogos Olímpicos QF           |
| 7    | Manila Esposito    | Itália         | 55.898 | Jogos Olímpicos QF           |
| 8    | Ellie Black        | Canadá         | 55.733 | Troféu Cidade de Jesolo QF   |
| 9    | Qiu Qiyuan         | China          | 54.998 | Jogos Olímpicos QF           |
| 10   | Asia D'Amato       | Itália         | 54.900 | Troféu Cidade de Jesolo QF   |
| 11   | Flávia Saraiva     | Brasil         | 54.866 | Troféu Cidade de Jesolo QF   |
| 12   | Jayla Hang         | Estados Unidos | 54.800 | Pacific Rim Championships AA |
| 13   | Alice Kinsella     | Grã-Bretanha   | 54.732 | Campeonato Europeu TF        |
| 14   | Rina Kishi         | Japão          | 54.699 | Jogos Olímpicos QF           |
| 15   | Helen Kevric       | Alemanha       | 54.598 | Jogos Olímpicos AA           |
| 16   | Ana Bărbosu        | Roménia        | 54.550 | RomGym Trophy AA             |
| 17   | Angela Andreoli    | Itália         | 54.400 | Troféu Cidade de Jesolo QF   |
| 18   | Dulcy Caylor       | Estados Unidos | 54.133 | Troféu Cidade de Jesolo QF   |
| 19   | Tiana Sumanasekera | Estados Unidos | 54.100 | Troféu Cidade de Jesolo QF   |
| 20   | Hezly Rivera       | Estados Unidos | 54.034 | Troféu Cidade de Jesolo QF   |

#### Salto
| Pos. | Nome                | País            | Pont.  | Evento                              |
| ---- | ------------------- | --------------- | ------ | ----------------------------------- |
| 1    | Simone Biles        | Estados Unidos  | 15.300 | Jogos Olímpicos QF                  |
| 2    | Rebeca Andrade      | Brasil          | 14.966 | Jogos Olímpicos EF                  |
| 3    | Jade Carey          | Estados Unidos  | 14.466 | Jogos Olímpicos EF                  |
| 4    | An Chang-ok         | Coreia do Norte | 14.233 | Copa do Mundo do Cairo EF           |
| 5    | Jordan Chiles       | Estados Unidos  | 14.216 | Jogos Olímpicos QF                  |
| 6    | Yeo Seo-jeong       | Coreia do Sul   | 14.183 | Jogos Olímpicos QF                  |
| 7    | Shallon Olsen       | Canadá          | 14.166 | Jogos Olímpicos QF                  |
| 8    | Valentina Georgieva | Bulgária        | 14.083 | Copa do Mundo Challenge de Varna EF |
| 9    | Ellie Black         | Canadá          | 14.000 | Jogos Olímpicos QF                  |
| 10   | Coline Devillard    | França          | 13.983 | Campeonato Europeu QF               |

#### Barras assimétricas
| Pos. | Nome           | País           | Pont.  | Evento                                |
| ---- | -------------- | -------------- | ------ | ------------------------------------- |
| 1    | Kaylia Nemour  | Argélia        | 15.700 | Jogos Olímpicos EF                    |
| 2    | Qiu Qiyuan     | China          | 15.500 | Jogos Olímpicos EF                    |
| 3    | Becky Downie   | Grã-Bretanha   | 14.933 | Jogos Olímpicos TF                    |
| 4    | Sunisa Lee     | Estados Unidos | 14.866 | Jogos Olímpicos QF                    |
| 5    | Kate McDonald  | Austrália      | 14.850 | DTB Pokal Team Challenge EF           |
| 6    | Yang Fanyuwei  | China          | 14.800 | Copa do Mundo Challenge de Antália QF |
| 6    | Alice D'Amato  | Itália         | 14.800 | Jogos Olímpicos AA                    |
| 8    | Nina Derwael   | Bélgica        | 14.766 | Jogos Olímpicos EF                    |
| 9    | Rebeca Andrade | Brasil         | 14.700 | Copa do Mundo Challenge de Antália QF |
| 10   | Hu Jiafei      | China          | 14.600 | Copa do Mundo de Cottbus QF           |
| 10   | Helen Kevric   | Alemanha       | 14.600 | Jogos Olímpicos QF                    |

#### Trave
| Pos. | Nome            | País           | Pont.  | Evento                                |
| ---- | --------------- | -------------- | ------ | ------------------------------------- |
| 1    | Qiu Qiyuan      | China          | 15.500 | DTB Pokal Team Challenge EF           |
| 2    | Zhou Yaqin      | China          | 14.950 | DTB Pokal Team Challenge TF           |
| 3    | Kaylia Nemour   | Argélia        | 14.733 | RomGym Trophy EF                      |
| 3    | Simone Biles    | Estados Unidos | 14.733 | Jogos Olímpicos QF                    |
| 5    | Sunisa Lee      | Estados Unidos | 14.600 | Jogos Olímpicos TF                    |
| 6    | Rebeca Andrade  | Brasil         | 14.500 | Jogos Olímpicos QF                    |
| 6    | Flávia Saraiva  | Brasil         | 14.500 | Troféu Cidade de Jesolo EF            |
| 8    | Manila Esposito | Itália         | 14.400 | Campeonato Europeu EF                 |
| 9    | Alice D'Amato   | Itália         | 14.366 | Jogos Olímpicos EF                    |
| 10   | Ellie Black     | Canadá         | 14.300 | Jogos Olímpicos TF                    |
| 10   | Zhang Qingying  | China          | 14.300 | Copa do Mundo de Baku QF              |
| 10   | Sun Xinyi       | China          | 14.300 | Copa do Mundo Challenge de Antália QF |

#### Solo
| Pos. | Nome                        | País           | Pont.  | Evento                                |
| ---- | --------------------------- | -------------- | ------ | ------------------------------------- |
| 1    | Simone Biles                | Estados Unidos | 15.066 | Jogos Olímpicos AA                    |
| 2    | Rebeca Andrade              | Brasil         | 14.200 | Jogos Olímpicos TF                    |
| 3    | Jordan Chiles               | Estados Unidos | 13.966 | Jogos Olímpicos TF                    |
| 4    | Mélanie de Jesus dos Santos | França         | 13.900 | Copa do Mundo Challenge de Antália QF |
| 4    | Sabrina Voinea              | Roménia        | 13.900 | Jogos Olímpicos TF                    |
| 4    | Tiana Sumanasekera          | Estados Unidos | 13.900 | Troféu Cidade de Jesolo QF            |
| 7    | Jade Barbosa                | Brasil         | 13.833 | Copa do Mundo Challenge de Antália EF |
| 7    | Manila Esposito             | Itália         | 13.833 | Campeonato Europeu EF                 |
| 9    | Ana Bărbosu                 | Roménia        | 13.750 | RomGym Trophy AA                      |
| 10   | Zhou Yaqin                  | China          | 13.733 | Copa do Mundo de Cottbus EF           |

### Masculino

#### Individual geral
| Pos. | Nome                | País           | Pont.  | Evento                       |
| ---- | ------------------- | -------------- | ------ | ---------------------------- |
| 1    | Zhang Boheng        | China          | 88.597 | Jogos Olímpicos QF           |
| 2    | Shinnosuke Oka      | Japão          | 86.865 | Jogos Olímpicos QF           |
| 3    | Xiao Ruoteng        | China          | 86.364 | Jogos Olímpicos AA           |
| 4    | Illia Kovtun        | Ucrânia        | 86.165 | Jogos Olímpicos AA           |
| 5    | Joe Fraser          | Grã-Bretanha   | 85.532 | Jogos Olímpicos AA           |
| 6    | Carlos Yulo         | Filipinas      | 85.298 | Campeonato Asiático AA       |
| 7    | Daiki Hashimoto     | Japão          | 85.064 | Jogos Olímpicos QF           |
| 8    | Jake Jarman         | Grã-Bretanha   | 84.897 | Jogos Olímpicos QF           |
| 9    | Oleg Verniaiev      | Ucrânia        | 84.865 | Jogos Olímpicos TF           |
| 10   | Milad Karimi        | Cazaquistão    | 84.632 | Campeonato Asiático AA       |
| 11   | Yul Moldauer        | Estados Unidos | 84.600 | Pacific Rim Championships AA |
| 12   | Marios Georgiou     | Chipre         | 84.265 | Campeonato Europeu AA        |
| 13   | Cameron Bock        | Estados Unidos | 84.150 | Pacific Rim Championships AA |
| 14   | Krisztofer Mészáros | Hungria        | 83.899 | Jogos Olímpicos AA           |
| 15   | Yumin Abbadini      | Itália         | 83.765 | Campeonato Europeu AA        |
| 16   | Adem Asil           | Turquia        | 83.632 | Campeonato Europeu TF        |
| 17   | Fred Richard        | Estados Unidos | 83.498 | Jogos Olímpicos QF           |
| 18   | Matteo Giubellini   | Suíça          | 83.332 | Jogos Olímpicos AA           |
| 19   | Paul Juda           | Estados Unidos | 82.865 | Jogos Olímpicos QF           |
| 20   | Néstor Abad         | Espanha        | 82.798 | Campeonato Europeu AA        |

#### Solo
| Pos. | Nome                | País                        | Pont.  | Evento                              |
| ---- | ------------------- | --------------------------- | ------ | ----------------------------------- |
| 1    | Carlos Yulo         | Filipinas                   | 15.233 | Campeonato Asiático QF              |
| 2    | Artem Dolgopyat     | Israel                      | 15.200 | Campeonato Europeu QF               |
| 3    | Milad Karimi        | Cazaquistão                 | 15.000 | Troyes Friendly AA                  |
| 4    | Jake Jarman         | Grã-Bretanha                | 14.966 | Jogos Olímpicos QF                  |
| 5    | Krisztofer Mészáros | Hungria                     | 14.950 | Copa do Mundo Challenge de Varna QF |
| 5    | Lorenzo Casali      | Itália                      | 14.950 | Troyes Friendly AA                  |
| 7    | Yahor Sharamkou     | Atletas neutros autorizados | 14.933 | Copa do Mundo de Baku EF            |
| 8    | Harry Hepworth      | Grã-Bretanha                | 14.900 | Copa do Mundo de Cottbus EF         |
| 9    | Luke Whitehouse     | Grã-Bretanha                | 14.866 | Campeonato Europeu EF               |
| 10   | Nicola Bartolini    | Itália                      | 14.850 | Troyes Friendly AA                  |

#### Cavalo com alças
| Pos. | Nome               | País           | Pont.  | Evento                                    |
| ---- | ------------------ | -------------- | ------ | ----------------------------------------- |
| 1    | Nariman Kurbanov   | Cazaquistão    | 15.666 | Campeonato Asiático QF                    |
| 2    | Lee Chih-kai       | Taipé Chinesa  | 15.533 | Copa do Mundo de Baku QF                  |
| 2    | Rhys McClenaghan   | Irlanda        | 15.533 | Jogos Olímpicos EF                        |
| 4    | Ahmad Abu Al-Soud  | Jordânia       | 15.500 | Copa do Mundo de Doha EF                  |
| 5    | Stephen Nedoroscik | Estados Unidos | 15.400 | Copa do Mundo de Baku EF                  |
| 6    | Shiao Yu-jan       | Taipé Chinesa  | 15.300 | Copa do Mundo de Baku EF                  |
| 6    | Hur Woong          | Coreia do Sul  | 15.300 | Copa do Mundo de Cottbus EF               |
| 8    | Max Whitlock       | Grã-Bretanha   | 15.266 | Jogos Olímpicos TF                        |
| 9    | Oleg Verniaiev     | Ucrânia        | 15.166 | Campeonato Europeu QF                     |
| 10   | Edoardo de Rosa    | Itália         | 15.133 | Copa do Mundo Challenge de Szombathely EF |

#### Argolas
| Pos. | Nome                   | País       | Pont.  | Evento                      |
| ---- | ---------------------- | ---------- | ------ | --------------------------- |
| 1    | Liu Yang               | China      | 15.500 | Jogos Olímpicos TF          |
| 2    | Lan Xingyu             | China      | 15.400 | DTB Pokal Team Challenge EF |
| 3    | Zou Jingyuan           | China      | 15.300 | Jogos Olímpicos QF          |
| 4    | Eleftherios Petrounias | Grécia     | 15.100 | Jogos Olímpicos EF          |
| 5    | You Hao                | China      | 15.033 | Copa do Mundo de Baku QF    |
| 6    | Samir Aït Saïd         | França     | 15.000 | Jogos Olímpicos EF          |
| 7    | Adem Asil              | Turquia    | 14.966 | Jogos Olímpicos EF          |
| 8    | Vinzenz Höck           | Áustria    | 14.900 | Campeonato Europeu QF       |
| 8    | Nikita Simonov         | Azerbaijão | 14.900 | Campeonato Europeu EF       |
| 8    | Glen Cuyle             | Bélgica    | 14.900 | Jogos Olímpicos QF          |

#### Salto
| Pos. | Nome            | País         | Pont.  | Evento                      |
| ---- | --------------- | ------------ | ------ | --------------------------- |
| 1    | Artur Davtyan   | Armênia      | 15.166 | Copa do Mundo de Doha EF    |
| 1    | Carlos Yulo     | Filipinas    | 15.166 | Jogos Olímpicos EF          |
| 3    | Harry Hepworth  | Grã-Bretanha | 14.949 | Jogos Olímpicos EF          |
| 4    | Jake Jarman     | Grã-Bretanha | 14.933 | Jogos Olímpicos EF          |
| 5    | Nazar Chepurnyi | Ucrânia      | 14.930 | Copa do Mundo do Cairo QF   |
| 6    | Shek Wai-hung   | Hong Kong    | 14.916 | Copa do Mundo de Baku QF    |
| 7    | Aurel Benović   | Croácia      | 14.900 | Jogos Olímpicos EF          |
| 7    | Mahdi Olfati    | Irão         | 14.900 | Copa do Mundo de Cottbus EF |
| 9    | Chen Yilu       | China        | 14.850 | Copa do Mundo de Cottbus EF |
| 10   | Igor Radivilov  | Ucrânia      | 14.833 | Campeonato Europeu QF       |

#### Barras paralelas
| Pos. | Nome                | País           | Pont.  | Evento                              |
| ---- | ------------------- | -------------- | ------ | ----------------------------------- |
| 1    | Zou Jingyuan        | China          | 16.200 | Jogos Olímpicos QF                  |
| 2    | Illia Kovtun        | Ucrânia        | 15.633 | Campeonato Europeu EF               |
| 3    | Curran Phillips     | Estados Unidos | 15.566 | DTB Pokal Team Challenge EF         |
| 4    | Zhang Boheng        | China          | 15.333 | Jogos Olímpicos QF                  |
| 5    | Shinnosuke Oka      | Japão          | 15.300 | Jogos Olímpicos QF                  |
| 6    | Oleg Verniaiev      | Ucrânia        | 15.266 | Jogos Olímpicos QF                  |
| 7    | Carlos Yulo         | Filipinas      | 15.200 | Copa do Mundo de Doha EF            |
| 8    | Lukas Dauser        | Alemanha       | 15.166 | Jogos Olímpicos QF                  |
| 9    | Cameron-Lie Bernard | França         | 15.150 | Copa do Mundo Challenge de Varna QF |
| 10   | Ferhat Arıcan       | Turquia        | 15.100 | Jogos Olímpicos EF                  |
| 10   | Jossimar Calvo      | Colômbia       | 15.100 | Copa do Mundo do Cairo EF           |
| 10   | Nazar Chepurnyi     | Ucrânia        | 15.100 | Copa do Mundo Challenge de Varna QF |

#### Barra fixa
| Pos. | Nome            | País           | Pont.  | Evento                              |
| ---- | --------------- | -------------- | ------ | ----------------------------------- |
| 1    | Tang Chia-hung  | Taipé Chinesa  | 15.400 | Copa do Mundo Challenge de Koper EF |
| 2    | Zhang Boheng    | China          | 15.133 | Jogos Olímpicos QF                  |
| 3    | Carlo Macchini  | Itália         | 14.950 | Copa do Mundo Challenge de Koper QF |
| 3    | Tin Srbić       | Croácia        | 14.950 | Copa do Mundo Challenge de Koper EF |
| 5    | Fred Richard    | Estados Unidos | 14.833 | Jogos Olímpicos TF                  |
| 6    | Takaaki Sugino  | Japão          | 14.733 | Jogos Olímpicos QF                  |
| 7    | Robert Tvorogal | Lituânia       | 14.700 | Copa do Mundo de Doha EF            |
| 8    | Tian Hao        | China          | 14.633 | Campeonato Asiático QF              |
| 9    | Illia Kovtun    | Ucrânia        | 14.600 | Campeonato Europeu QF               |
| 10   | Daiki Hashimoto | Japão          | 14.566 | Jogos Olímpicos TF                  |